# Jenna Bush

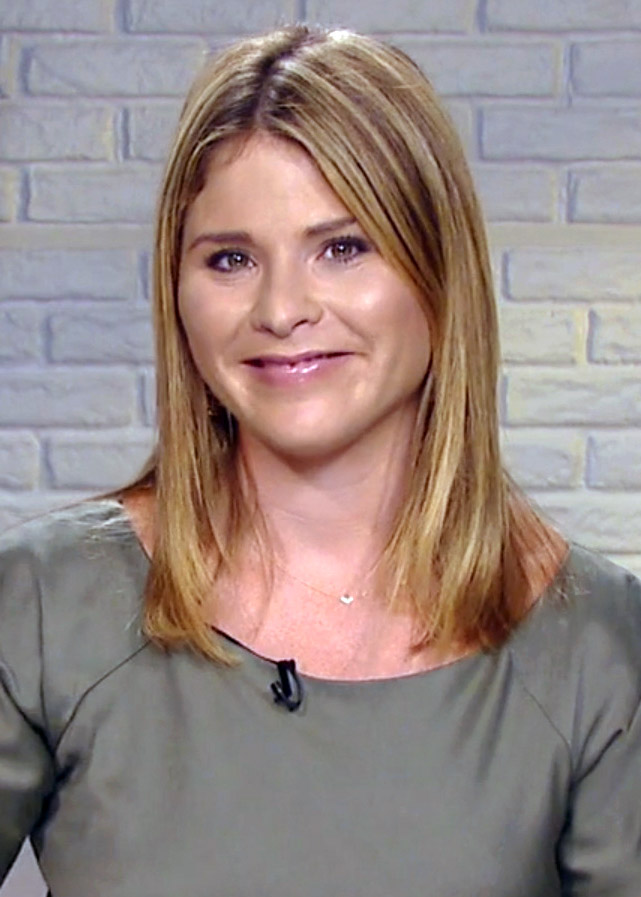
Jenna Bush (2017)

Jenna Welch Bush Hager (* 25. November 1981 in Dallas, Texas) ist eine Tochter des ehemaligen US-Präsidenten George W. Bush und seiner Ehefrau Laura. Sie hat für Unicef gearbeitet und ist als Journalistin tätig.

## Jugend
Jenna wurde 1981 zusammen mit ihrer Zwillingsschwester Barbara im Baylor University Medical Center in Dallas geboren. Sie besuchte zunächst die Preston Hollow Elementary School in Dallas. Als ihr Vater zum Gouverneur von Texas nominiert wurde, zog die Familie nach Austin. Dort besuchte sie die St. Andrews Episcopal School, an die sich die Austin High School anschloss, an der sie im Jahr 2000 die Abschlussprüfung ablegte. Als Studentin der Universität Austin wurde ihr der Besitz von Alkohol vorgeworfen, obwohl sie das in Texas vorgeschriebene Mindestalter von 21 Jahren noch nicht erreicht hatte.  Wenig später wies sie sich mit einem falschen Namen aus, um Alkohol zu kaufen. 2004 erhielt sie ihren Universitätsabschluss im Fach Englisch.
Während sie sich im Jahr 2000 noch gegen eine Präsidentschaftskandidatur ihres Vaters ausgesprochen hatte, unterstützte sie diese vier Jahre später. So bereiste sie zahlreiche Staaten, in denen der Wahlausgang ungewiss war. Außerdem hielt sie gemeinsam mit ihrer Schwester bei der Republican National Convention in New York City eine komödiantisch angelegte Rede. Wegen ihres Engagements, das dem der Töchter des Gegenkandidaten ihres Vaters, John Kerry, vergleichbar war, entstand in den Medien für diese Form des Wahlkampfes die Redewendung „Kampf der Töchter“.

## Beruflicher Werdegang

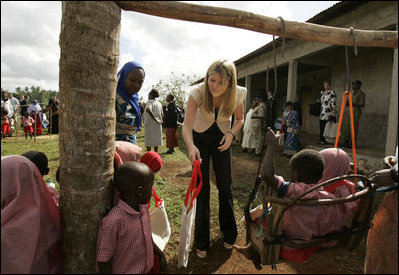
Jenna Bush während eines Besuchs in Tansania (2005)

Im Sommer 2006 arbeitete sie in Washington, D.C. ein halbes Jahr an der Elsie Whitlow Stokes Community Freedom Public Charter School. Ab 2007 unterrichtete sie im Rahmen eines Unicef-Projektes in Panama. 2007 begann sie zusammen mit dem Washingtoner Anwalt Robert B. Barnet mit der Vermarktung des Buches Ana’s Story: A Journey of Hope, das sich mit ihren Erfahrungen bei durch Unicef unterstützten Wohltätigkeitsorganisationen in Lateinamerika beschäftigt. Ein besonderer Schwerpunkt lag auf ihrer Arbeit für Unicef während der Dürre im Jahr 2006 in Paraguay. Sie arbeitet als Korrespondentin für die Today-Show sowie als Berichterstatterin für das Southern Living Magazine.

## Privatleben

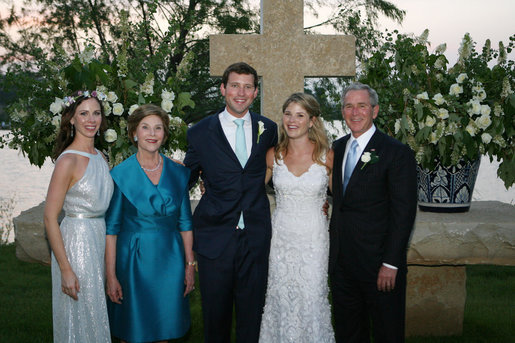
Jenna Bush mit Ehemann und Familie (2008)

Im August 2007 gab sie die Verlobung mit ihrem Freund Henry Hager bekannt, einem Studenten an der Darden Graduate School. Sie hatte ihn 2004 während des Präsidentschaftswahlkampfes ihres Vaters kennengelernt. Er wurde der Öffentlichkeit im November 2005 während eines Empfangs für Prinz Charles und dessen Frau Camilla vorgestellt.
Hager und Bush heirateten im Mai 2008 auf der Ranch ihrer Eltern in Crawford. Im April 2013 wurden sie in New York Eltern einer Tochter. Im August 2015 kam die zweite Tochter des Paares zur Welt, und im August 2019 wurde ein Sohn geboren.

## Werke
- Bush, Jenna (2007). Ana's Story – A Journey of Hope. HarperCollins. ISBN 0-06-137908-5 (auf dt.: Anas Geschichte. Ein Stück Hoffnung, dtv Reihe Hanser, München 2009. ISBN 978-3-423-62372-8. siehe www.anas-geschichte.de)
- Bush, Laura, Jenna Bush, & Denise Brunkus (Illustrator) (2008). Read All About It!. HarperCollins. ISBN 0-06-156075-8
- Bush, Laura, Jenna Bush (2016). Our Great Big Backyard. HarperCollins. ISBN 978-0-062-46835-2
- Bush, Barbara, Jenna Bush (2017). Sisters First. Stories from Our Wild and Wonderful Life. ISBN 978-1-538-71141-5